# Herb Czeskiego Cieszyna
Herb Czeskiego Cieszyna ma postać błękitnej tarczy, na dole której przedstawiono Olzę, zaś powyżej umieszczono białe mury miejskie z dwiema basztami o czerwonych hełmach i otwartą bramą z podniesioną kratownicą. Nad murami znajduje się złoty nieukoronowany orzeł - symbol Piastów cieszyńskich.
Herb bazuje na herbie Cieszyna, różniąc się od niego tylko rodzajem tarczy i brakiem korony w wizerunku orła. Został ustanowiony 7 czerwca 1921 roku.